# Nachtmanderscheid
Nachtmanderscheid (luxemburgisch Nuechtmaneschtⓘ) ist eine Ortschaft in der Gemeinde Pütscheid, Kanton Vianden, im Großherzogtum Luxemburg.

## Lage
Nachtmanderscheid liegt im südlichen Teil der Gemeinde Pütscheid. Durch den Ort verläuft die CR 353A. Nachbarorte sind Pütscheid und Weiler im Norden sowie Poul im Osten. Der Ort wird von Wald umgeben.

## Allgemeines
Nachtmanderscheid ist ein kleiner, ländlich geprägter Ort. Die Michaelskapelle in der Ortsmitte gehört zur Pfarre Merscheid und steht unter Denkmalschutz. Die alte Molkerei und das alte Schulgebäude im Ortskern stehen ebenfalls unter Schutz.